# 湶純江
湶 純江（あわら すみえ、1952年8月19日 - 2007年10月17日）は、日本の陸上競技（走幅跳）選手。1976年モントリオールオリンピックに出場。1976年から1987年にかけて、女子走幅跳の日本記録保持者であった。

## 経歴
長野県上田市出身。きょうだい皆が学生スポーツで活躍したというスポーツ一家に育つ。長野県上田千曲高等学校卒業。東急に所属し、1974年の第14回実業団・学生対抗陸上競技大会の女子走幅跳において6m00cmの記録で優勝した。
その後、⻑野スズキに所属。1976年4月25日の長野県春季大会において、女子走幅跳で当時の日本タイ記録である6m41cmをマークした。同年のモントリオールオリンピックに出場した。オリンピックでは6m04で予選を通過できなかった。
1978年、バンコクで開催されたアジア競技大会に出場し、女子走幅跳で銅メダルを獲得した。
日本陸上競技選手権女子走幅跳では1976年から1979年まで4連覇を達成した。1979年、第3回アジア陸上競技選手権大会において6m42cm（追風参考）で金メダル。
2007年10月17日、病気のため上田市で死去。